# 첨점 형식
수론에서 첨점 형식(cusp form)이란 모듈러 형식 중에서 첨점(cusp)에서의 푸리에 전개의 정수항이 0인 것을 말한다.

## 개요
첨점 형식은 다음과 같은 푸리에 전개(보다 정확하게는 q-전개)
{\displaystyle \sum a_{n}q^{n}.}
에서 정수계수 a0이 모두 0인 것을 말한다. 이 푸리에 전개는 모듈러 군이 상반 평면에 다음과 같은 변환
{\displaystyle z\mapsto z+1.}
을 통해 작용했을 때 나타난다.
다른 군의 경우에는 복수의 첨점을 가지며 따라서 복수의 푸리에 전개를 가질 수도 있다. 어느 경우의 첨점에서도 q → 0으로 얻어지는 극한은 상반 평면에서 z=x+iy의 허수부를 y→ ∞로 했을 때의 극한이다. 모듈러 군에 의한 몫을 취하면 이 극한은 모듈러 곡선에서의 첨점(cusp)에 대응된다. 따라서 첨점 형식의 정의를 모든 첨점에서 제로가 되는 모듈러 형식으로도 볼 수 있다.

## 참고 문헌
- Serre, Jean-Pierre, A Course in Arithmetic, Graduate Texts in Mathematics, No. 7, Springer-Verlag, 1978. ISBN 0-387-90040-3
- Shimura, Goro, An Introduction to the Arithmetic Theory of Automorphic Functions, Princeton University Press, 1994. ISBN 0-691-08092-5
- Gelbart, Stephen, Automorphic Forms on Adele Groups, Annals of Mathematics Studies, No. 83, Princeton University Press, 1975. ISBN 0-691-08156-5